# Olaf Sitricson
Olaf Sitricson of Óláfr kváran (Oudnoords) of Amlaíb Cuarán (Noors-Gaelisch) (†980) was meermaals koning van Jorvik en van Dublin.

## Familie
Zijn vader was Sitric Cáech, koning van Dublin en Jorvik, zijn broer was Gofraid mac Sitriuc, koning van Dublin (948-951), zijn zoon was Glúniairn. Zijn neven waren Olaf Guthfrithson, koning van Jorvik (939-941), Ragnall Guthfrithson, koning van Jorvik (941-944) en Blácaire mac Gofraid, koning van Dublin.
Vermoedelijk was hij nog een kind toen zijn vader in 927 stierf, zijn oom Gofraid ua Ímair werd de nieuwe koning, het begin van een troonstrijd.

## Jorvik
Zijn neef Olaf Guthfrithson nam hem mee tijdens de verovering van Jorvik in 939. Na de plotste dood van Olaf Guthfrithson in 941, volgde zijn broer Ragnall hem op. Koning Edmund I van Engeland koos partij voor Olaf Sitricson. Onder druk van bisschop Wulfstan I van York werd Ragnall vermoord en Olaf verdreven (944).

## Dublin
Olaf vluchtte naar Ierland, waar zijn neef Blácaire mac Gofraid koning van Dublin was. Met steun van de Hoge koning van Ierland Congalach Cnogba kon Olaf in 945 de troon veroveren. Blácaire mac Gofraid reorganiseerde zich en kon in 947 zijn troon heroveren.

## Terug naar Jorvik
Na zijn vertrek in 944 werd het Koninkrijk Northumbria na de moord op Edmund I in 946 geplunderd door Viking Erik Bloedbijl in 947 en daarna door Malcolm I koning van Alba in 948. Zijn terugkeer werd gedoogd door de nieuwe Engelse koning Edred in de hoop de gemoederen te kunnen te bedaren. Maar in 952 kwam Erik Bloedbijl terug met de bedoeling Jorvik te veroveren.

## Terug naar Dublin
Olaf vluchtte terug naar Dublin. Intussen was zijn broer Gofraid mac Sitriuc, koning van Dublin (948-951) gestorven. Terug met steun van Hoge koning van Ierland Congalach Cnogba kon Olaf in 952 de troon heroveren. Zolang dat zijn schoonbroer Hoge koning van Ierland Domnall ua Néill regeerde (956-980) kon hij zijn positie verzekeren, alhoewel de relatie verzuurde. In 980 werd Máel Sechnaill mac Domnaill Hoge koning van Ierland. Hij versloeg Olaf tijdens de Slag bij Tara. Olaf trad af en trok zich terug in een klooster op het eiland Iona waar hij kort nadien stierf. Hij werd opgevolgd door zijn zoon Glúniairn.